# سن-فرئول-له-نژ، کبک
سن-فرئول-له-نژ (به فرانسوی: Saint-Ferréol-les-Neiges) شهری در منطقه شهری لا کوت-دو-بوپره ناحیه کاپیتل-ناسیونال در استان کبک کانادا است. در سرشماری سال ۲۰۱۱ این شهر ۲٬۲۸۳ نفر جمعیت داشته‌است و مساحت آن ۸۲٫۲۸ کیلومتر مربع است.